# Little Sparrow
Little Sparrow è il trentottesimo album in studio della cantante statunitense Dolly Parton, pubblicato il 23 gennaio 2001 dalla Sugar Hill Records.

## Tracce
Testi e musiche di Dolly Parton tranne dove indicato.
1. Little Sparrow – 4:14
2. Shine (Ed Roland; con Nickel Creek) – 5:11
3. I Don't Believe You've Met My Baby (Autry Inman) – 3:02
4. My Blue Tears – 3:03
5. Seven Bridges Road (Steve Young) – 3:29
6. Bluer Pastures – 4:10
7. A Tender Lie (Randy Sharp) – 3:44
8. I Get a Kick Out of You (Cole Porter) – 2:31
9. Mountain Angel – 6:51
10. Marry Me – 3:18
11. Down from Dover – 5:09
12. The Beautiful Lie (David "Butch" McDade) – 2:34
13. In the Sweet By and By (Sanford Bennett, Joseph Webster) – 3:54
14. Little Sparrow (Reprise) – 1:37